# Synsepalum
Synsepalum, biljni rod iz porodice zapotovki. Postoji tridesetak vrsta drveća i grmlja koji rastu po tropskoj Africi
Poznatija vrsta je miracolina, poznata kao čudesno voće.

## Vrste
1. Synsepalum afzelii (Engl.) T.D.Penn.
2. Synsepalum aubrevillei (Pellegr.) Aubrév. & Pellegr.
3. Synsepalum batesii (A.Chev.) Aubrév. & Pellegr.
4. Synsepalum bequaertii De Wild.
5. Synsepalum brenanii (Heine) T.D.Penn.
6. Synsepalum brevipes (Baker) T.D.Penn.
7. Synsepalum buluensis (Greves) ined.
8. Synsepalum carrieanum (Dubard) Pierre ex ined.
9. Synsepalum cerasiferum (Welw.) T.D.Penn.
10. Synsepalum chimanimani S.Rokni & I.Darbysh.
11. Synsepalum congolense Lecomte
12. Synsepalum dulcificum (Schumach. & Thonn.) Daniell
13. Synsepalum fleuryanum A.Chev.
14. Synsepalum gabonense (Aubrév. & Pellegr.) T.D.Penn.
15. Synsepalum kassneri (Engl.) T.D.Penn.
16. Synsepalum lastoursvillense (Aubrév. & Pellegr.) ined.
17. Synsepalum laurentii (De Wild.) D.J.Harris
18. Synsepalum letestui Aubrév. & Pellegr.
19. Synsepalum letouzei Aubrév.
20. Synsepalum msolo (Engl.) T.D.Penn.
21. Synsepalum muelleri (Kupicha) T.D.Penn.
22. Synsepalum ntimii W.D.Hawth.
23. Synsepalum nyangense (Pellegr.) McPhersen & J.T.White
24. Synsepalum ogouense (Aubrév. & Pellegr.) ined.
25. Synsepalum ovatostipulatum (De Wild.) ined.
26. Synsepalum oyemense (Aubrév. & Pellegr.) ined.
27. Synsepalum passargei (Engl.) T.D.Penn.
28. Synsepalum pobeguinianum (Dubard) Aké Assi & L.Gaut.
29. Synsepalum revolutum (Baker) T.D.Penn.
30. Synsepalum seretii (De Wild.) T.D.Penn.
31. Synsepalum stipulatum (Radlk.) Engl.
32. Synsepalum subcordatum De Wild.
33. Synsepalum subverticillatum (E.A.Bruce) T.D.Penn.
34. Synsepalum tomentosum (Aubrév. & Pellegr.) ined.
35. Synsepalum tsounkpe Aubrév. & Pellegr.
36. Synsepalum ulugurense (Engl.) Engl.
37. Synsepalum zenkeri Aubrév. & Pellegr.